# Pseudophengodes fernandezi
Pseudophengodes fernandezi är en skalbaggsart som beskrevs av Wittmer 1976. Pseudophengodes fernandezi ingår i släktet Pseudophengodes och familjen Phengodidae. Inga underarter finns listade i Catalogue of Life.